# Fear of Music
Fear of Music is het derde studioalbum van de Amerikaanse postpunkgroep, Talking Heads. Het album verscheen in 1979. 

## Stijl
De nummers verschillen qua stijl veel van elkaar. Het album bevat veel postpunkachtige nummers. Er zijn echter ook al Zuid- Amerikaanse invloeden op het album te horen (I Zimbra). Deze stijl zou op het daaropvolgende album, Remain In Light, uitgebouwd worden. De meeste teksten gaan over eenvoudige zaken (Paper, Cities, Animals). Maar er zijn ook een paar teksten over psychische angsten (Memories Can't Wait, Drugs). 

## Muzikanten
- David Byrne - zang en gitaar
- Tina Weymouth - basgitaar en achtergrondzang
- Jerry Harrison - gitaar, keyboards en achtergrondzang
- Chris Frantz - drums

- Brian Eno - electronica, achtergrondzang
- Robert Fripp - gitaar ("I zimbra")

## Tracklist
| Track                  | Schrijver(s)                      | Duur |
| ---------------------- | --------------------------------- | ---- |
| 1. I Zimbra            | David Byrne, Brian Eno, Hugo Ball | 3:09 |
| 2. Mind                | David Byrne                       | 4:13 |
| 3. Paper               | David Byrne                       | 2:39 |
| 4. Cities              | David Byrne                       | 4:10 |
| 5. Life During Wartime | David Byrne                       | 3:41 |
| 6. Memories Can't Wait | David Byrne                       | 3:30 |
| 7. Air                 | David Byrne                       | 3:34 |
| 8. Heaven              | David Byrne                       | 4:01 |
| 9. Animals             | David Byrne                       | 3:33 |
| 10. Electric Guitar    | David Byrne                       | 3:03 |
| 11. Drugs              | David Byrne                       | 5:10 |